# Vršani (Tuzla, BiH)
Vršani su naselje u općini Tuzla, Federacija BiH, BiH.

## Stanovništvo
| Vršani             |       |       |       |       |
| godina popisa      | 1991. | 1981. | 1971. | 1961. |
| Hrvati             |       | 17    |       | 17    |
| Srbi               |       |       |       |       |
| Muslimani          | 6     | 14    | 86    | 1     |
| Jugoslaveni        |       |       | 1     | 147   |
| ostali i nepoznato |       |       |       |       |
| ukupno             | 6     | 31    | 87    | 165   |

Nacionalno izjašnjavanje variralo je od popisa do popisa. Na popisu 1981. stanovnici su bili 17 Hrvata i 14 Muslimana, 1971. 86 Bošnjaka i 1 Jugoslaven, a 1961. 147 Jugoslavena, 17 Hrvata i 1 Musliman.

## Zaštita prirode
Vršani su prirodna baština ruralnog dijela općine Tuzle. Pod zaštitom su države. Zaštićeni su kao zaštićeni krajobraz.